# Lista de capítulos de Sekirei
Esta é a lista dos capítulos do mangá Sekirei listados por volume.
| - Prévia 001. Sekirei (セキレイ, Sekirei) - Prévia 002. Penas de Luz (光ノ羽, Hikari no Hane) - Prévia 003. Cidade em Chamas (萌ス帝都, Mozasu Machi) - 001. A Garota Debaixo do Luar (月空の乙女, Gekkū no otome) - 002. A Porta para a Casa Nova (新屋ノ扉, Shinoku no Tobira) - 003. Musubi (結, Musubi) - 004. A Garota Verde (緑ノ少女, Midori no Shōjo) - 005. Dentro do Sonho (夢ノ中, Yume no Naka) |

| - 006. Um Homem Encantador (二番目ノ男, Nibanme no Otoko) - 007. Um Som Chamativo (ヨビゴエ, Yobigoe) - 008. Encontro Imprevisto (邂逅, Kaikō) - 009. Conclusão (決着, Kecchaku) - 010. Ganhando Asas (羽化, Uka) - 011. Conversa Sekirei (鶺鴒閑話, Sekirei Kanwa) - 012. Próxima a mim (僕ノ傍二, Boku no Soba ni) - 013. Uma Visita Repentina (妹、襲来, Yukari, Shūrai) - 014. Complicações de Cada Um (其其ノ事情, Sorezore no Jijō) - 015. A Estória da Pensão Izumo (出雲荘奇談, Izumosou Kidan) - 016. Anjo de Branco (博衣ノ鶺鴒, Hakui no Tenshi) |

| - 017. A Sekirei Negra (黒ノ鶺鴒, Kuro no Sekirei) - 018. Início do Céu (始マリノ空, Hajimari no Sora) - 019. Promessa (約束, Yakusoku) - 020. A Sekirei da Água (水ノ鶺鴒, Mizu no Sekirei) - 021. A Maravilhosa Tsukiumi (月海絢爛, Tsukiumi Kenran) - 022. Minha Sekirei (俺ノ鶺鴒, Ore no Sekirei) - 023. Sekirei, Eu lhe Quero Bem (鶺鴒、寿グ, Sekirei, Kotohogu) - 024. A Guerra de Flores da Pensão Izumo (出雲層花軍, Izumosou Hana Ikusa) - 025. EXTRA - As Razões de Sahashi Yukari 1 (EXTRA-佐橋妹ノ場合１, EXTRA-Sahashi Yukari no Baai Ichi) - 026. EXTRA - As Razões de Sahashi Yukari 2 (EXTRA-佐橋妹ノ場合２, EXTRA-Sahashi Yukari no Baai Ni) - 027. EXTRA - As Razões de Sahashi Yukari 3 (EXTRA-佐橋妹ノ場合３, EXTRA-Sahashi Yukari no Baai San) |

| - 028. A Dança Sekirei (鶺鴒舞踊, Sekirei buyō) - 029. A Sombra da Escuridão (闇ノ影, Yami no Kage) - 030. Tudo que Eu Posso Fazer por Você (君ノ為ニデキルコト, Kimi no Tame ni Dekiru Koto) - 031. Sekirei Nº95 (鶺鴒番號九十五番, Sekirei Bangō Kyū-jū-go-ban) - 032. Sekirei do Vento (風ノ鶺鴒, Kaze no Sekirei) - 033. O Motivo para Não Lutar (不戦ノ理由, Tatakawazu no Riyū) - 034. A Cidade Selada (閉ジタ帝都, Tojita Teito) - 035. Véu e Vento (比礼ト風, Hire to Kaze) - 036. Os Dois em Um Dia Nevado (雪ノ日ニ二人, Yuki no Hi ni Futari) - 037. O Estado da Capital ([帝都ノ事情Teito no Jijō] Erro: {{japonês}}: o texto tem marcação itálica (ajuda) - 038. Marca Sekirei, Reação (鶺鴒紋、反応ス, Sekireimon, Han'nō-su) |

| - 039. A Noite Antes da Fuga (脱出前夜, Dasshutsu Zen'ya) - 040. Direção da Felicidade (幸福ノ方向, Shiawase no Hōkō) - 041. Esquadrão Disciplinar (懲罰部隊, Chōbatsu Butai) - 042. Sekirei Vermelha, Sekirei Azul (赤ト蒼ノ鶺鴒, Aka to Ao no Sekirei) - 043. Fluxo e Refluxo! (チハヤブル！, Chihayaburu!) - 044. A Luz de Uma Oração (祝詞ノ光, Norito no Hikari) - 045. A Pura Luz Branca (浩然ノ月, Kōzen o Tsuki) - 046. Marca Sekirei, Desaparecimento (鶺鴒紋、消失, Sekireimon, Shōshitsu) - 047. Restoração (廻天, Kaiten) - EXTRA. Onsen Sekirei (鶺鴒温泉, Sekirei Onsen) |

| - 048. A Sekirei do Destino (縁ノ鶺鴒, Enishi no Sekirei) - 049. A Resposta do Vento (風ノ答エ, Kaze no Irae) - 050. Promessa do Reabrimento (再開ノ約束, Saikai no Yakusoku) - 051. Segredo na Ponte do Rio (秘密ノ岸辺, Himitsu no Kishibe) - 052. A Dignidade de Um Homem (男ノ矜持, Otoko no Kyōji) - 053. O Céu da Promessa (約束ノ空, Yakusoku no Sora) - 054. Um Longo Caminho (永イ散歩, Nagai Sanpo) - 055. As Chamas do Demônio (悪夢ノ炎, Akumu no Honō) - 056. O Último (最後ノ壱羽, Saigo no Ichiwa) - EXTRA. Banho Sekirei no Mar (鶺鴒海水浴, Sekirei Kaisui Yoku) |

| - 057. Reação em Espiral (螺旋ノ反応, Rasen no Han'nō) - 058. Sinais do Conflito (争イノ萌芽, Arasoi no Hōga) - 059. Confusão na Capital (混沌ノ帝都, Konton no Teito) - 060. Aprovação da Esposa Legal (本妻、承認ス, Honsai, Shōnin-su) - 061. Sentimentos Óbvios (アタリマエノキモチ, Atarimae no Kimochi) - 062. Presença Desejada (懐カシイ影, Natsukashii Kage) - 063. Sekirei do Fogo (炎ノ鶺鴒, Honō no Sekirei) - 064. Vozes Companheiras (仲間達ノ声, Nakama-tachi no Koe) - 065. O Som que Pode Derreter Um Coração Partido (胸ノ痛ミノ溶ける音, Mune no Itami no Tokeru Oto) - EXTRA. Diagnóstico Sekirei (鶺鴒診断, Sekirei Shindan) |

| - 066. A Forma da Alma (魂ノカタチ, Tamashii no Katachi) - 067. A Palavra do Casamento (婚グ言葉, Kunagu Kotonoba) - 068. Seu Ashikabi (キミノアシカビ, Kimi no Ashikabi) - 069. Uma História Muito Longa (遠イ物語, Tōi Monogatari) - 070. O Ashikabi Prisioneiro (囚ワレノ葦牙, Toraware no Ashikabi) - 071. A Verdade Para Você (葦牙ノ覚悟, Ashikabi no Kakugo) - 072. Invasão da Ilha Kamikura (神座島侵攻, Kamikura-jima Shinkō) - 073. O Game Master (遊戯創造主, Gēmu Masutā) - 074. O Terceiro Estágio (第参段階, Dai San Dankai) - 075. O Tesouro dos Deuses (神代ノ宝, Jindai no Takara) - EXTRA. Sekirei☆Parada☆Halloween (セキレイ☆ハロウィン☆パレイド, Sekirei Harovin Pareido) - EXTRA. Vila Yukata Sekirei (鶺鴒ユカタビラ, Sekirei Yukata Bira) |

| - 076. Sanada do Oeste (西ノ真田, Nishi no Sanada) - 077. Competição (争奪戦, Sōdatsusen) - 078. O Fim do Primeiro Jogo (第壱回戦、決着, Dai Ikkaisen, Kecchaku) - 079. Memórias Esquecidas (古ノ記憶, Inishie no Kioku) - 080. O Segundo Jogo (第弐回戦, Dai ni Kansen) - 081. Abuso do Céu, O Significado da Felicidade (呵責ノ空、幸福ノ定義, Kashaku no Sorta, Kōfuku no Teigi) - 082. A Você que Eu Penso Está em Algum Lugar Distante (想フ君遠クニ在リテ, Omofu Kimi Tōku ni Arite) - 083. O Ashikabi do Norte (北の葦牙, Kita no Ashikabi) - 084. Call (コール, Kōru) - 085. Os Participantes (参加者者達, Sankasha-tachi) - 086. Início do Terceiro Jogo! (第参回戦開始!, Dai San Kaisen Kaishi!) - EXTRA. O Ajustador de Arrepiar os Cabelos (戦慄ノ調整者, Senritsu no Chōseisha) |

| - 087. Água e Fogo (水ト炎, Mizu to Honō) - 088. Norito das Chamas (炎ノ祝詞, Honō no Norito) - 089. O Paradeiro da Promessa (制約ノ行方, Seiyaku no Yukue) - 090. O Ashikabi do Vórtice (渦中ノ葦牙, Kachū no Ashikabi) - 091. Contra o Esquadrão Disciplinar (ｖｓ懲罰部隊, vs Chōbatsu Butai) - 092. Batalha de Ataque e Defesa (攻防ノ戦イ, Kōbō no Tatakai) - 093. A Sombra Negra (黒ノ影, Kuro no Kage) - 094. O Norito da Água (水ノ祝詞, Mizu no Norito) - 095. O Segundo Jinki (二ツ目ノ神器, Futatsume no Jinki) - 096. Cenário Distante (遠イ風景, Tōi Fūkei) - EXTRA. Onsen Sekirei☆Dois (鶺鴒温泉☆弐, Sekirei Onsen☆Ni) |

| - 097. O Ashikabi do Norte Faz o Seu Movimento (北ノ葦牙、動ク, Kita no Ashikabi, Ugoku) - 098. O Ashikabi do Véu (比礼ノ葦牙, Hire no Ashikabi) - 099. Asas de Souhi (雙飛ノ翼, Sōhi no Tsubasa) - 100. O Proprietário Original (古ノ所有者, Inishie no Shoyūsha) - 101. A Luz da Esperança (希望ノ灯火, Kibō no Motoshibi) - 102. Demônio da Reminiscência (追憶ノ悪魔, Tsuioku no Akuma) - 103. Bandeira do Contra-ataque (反撃ノ旗, Hangeki no Hata) - 104. Vozes Companheiras (仲間ノ声, Nakama no Koe) - 105. Pessoa Amada de Um Amigo Amado (ダイスキナヒトノダイスキナトモダチ, Daisuki na Hito no Daisuke na Tomodachi) - 106. Bem-vindo de Volta (オカエリナサイ, Okaerinasai) |

## Capítulos sem o formatotankōbon
- 107. Lugar para Voltar Um Dia (イツカ帰ル場所, Itsuka Kaeru Basho)
- 108. A Escolha do Demônio (悪魔ノ選択, Akuma no Sentaku)
- 109. Luz Distante (彼方ノ希望, Kanata no Hikari)
- 110. O Retorno das Meninas (彼女達ノ帰還, Kanojo-tachi no Kikan)
- 111. Garantia das Asas Brancas (白翼ノ誓約, Hakuyoku no Seiyaku)
- 112. O Ashikabi Inicial (原初ノ葦牙, Gensho no Ashikabi)
- 113. Antigo Sangue (古ノ血, Inishie no Chi)
- 114. O Paradeiro de Kushimitama (奇魂ノ行方, Kushimitama no Yukue)
- 115. Asas da Decisão (決意の翼, Ketsui no Tsubasa)
- 116. Retomada (再開, Saikai)
- 117. Três Ashikabis (三人ノ葦牙, Sannin no Ashikabi)
- 118. Quarto Jogo (第四回戦, Dai-yon Kaisen)
- 119. Passos Caóticos (混沌ノ蛩音, Konton no Kyōon)